# Jake Parker
Jake Parker, aussi connu comme Agent 44, est un créateur de comics, illustrateur et animateur. En 2009, Parker lance Inktober, une fête populaire célébrant le dessin à l'encre au mois d'octobre.